# Rio São José do Guapiara
Rio São José do Guapiara är ett vattendrag i Brasilien.   Det ligger i delstaten São Paulo, i den södra delen av landet, 900 km söder om huvudstaden Brasília.
Omgivningarna runt Rio São José do Guapiara är en mosaik av jordbruksmark och naturlig växtlighet. Runt Rio São José do Guapiara är det glesbefolkat, med 14 invånare per kvadratkilometer.